# Ioan Deleu
Ioan Deleu (n. 21 august 1877, Pericei, comitatul Sălaj, Regatul Ungariei – d. 1946, Pericei, județul Sălaj, Regatul României) a fost un deputat în Marea Adunare Națională de la Alba Iulia, organismul legislativ reprezentativ al „tuturor românilor din Transilvania, Banat și Țara Ungurească”, cel care a adoptat hotărârea privind Unirea Transilvaniei cu România, la 1 decembrie 1918.:p. 77

## Biografie
Ioan Deleu a fost corespondent al ziarului Tribuna din Arad și redactor la Gazeta de Duminică din Șimleul Silvaniei între anii 1904-1911.:p. 280

## Activitatea politică

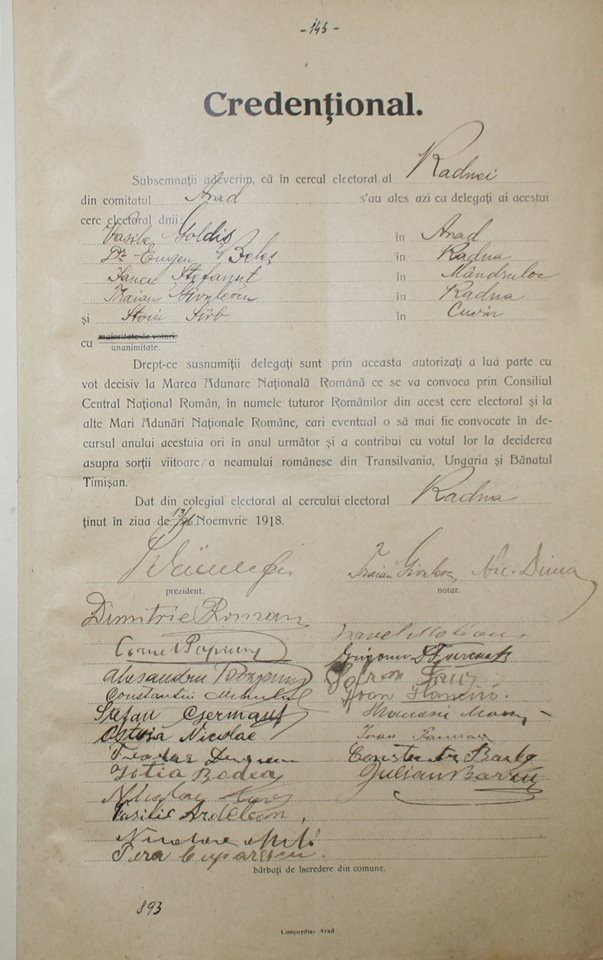
Credențional

Ca deputat în Adunarea Națională din 1 decembrie 1918 a reprezentat ca delegat de drept, Societatea pentru Fond de Teatru din Șimleul Silvaniei .Ioan Deleu a luat parte, în toamna anului 1918, la consfătuirile pregătitoare din Șimleul Silvaniei și Periceu în vederea constituirii consililor naționale române și a gărzilor locale, precum și pentru desemnarea delegaților la Marea Adunare Națională de la Alba Iulia. După Marea Unire, a fost primar al orașului Șimleul Silvaniei din anul 1919 până in 1927. În continuare, până la pensionare, a fost înalt funcționar al prefecturii județului Sălaj.:p. 280